# Veliki Šiljegovac
Veliki Šiljegovac (em cirílico: Велики Шиљеговац) é uma vila da Sérvia localizada na cidade de Kruševac, pertencente ao distrito de Rasina, na região de Rasina. A sua população era de 2332 habitantes segundo o censo de 2011.

## Demografia
| 1948 | 1953 | 1961 | 1971 | 1981 | 1991 | 2002 | 2011 |
| ---- | ---- | ---- | ---- | ---- | ---- | ---- | ---- |
| 2968 | 3110 | 3123 | 3140 | 3125 | 2983 | 2682 | 2332 |